# Primeira linha (Metro de Almati)
Primeira linha é uma das três linhas do Metropolitano de Almati, no Cazaquistão. Foi inaugurada em 2011 e circula entre as estações de Raiymbek batyr e Alatau. Tem um total de 7 estações.